# باول دبليو. براون
باول دبليو. براون (بالإنجليزية: Paul W. Brown)‏ هو قاضي ومحامي أمريكي، ولد في 14 يناير 1915 في كليفلاند في الولايات المتحدة، وتوفي في 17 نوفمبر 2000 في ساراسوتا في الولايات المتحدة.